# كولبس
الكولبس أو الكولُبُسات البيضاء والسوداء (الاسم العلمي: Colobus) هو جنس من الحيوانات يتبع فصيلة سعادين العالم القديم من رتبة الرئيسيات. موطنها الأصلي أفريقيا. تألف العيش في الأحراج وخاصة تلك القريبة من الأنهار، ويوجد بكثرة في الكاميرون وغينيا الاستوائية والغابون وهو يعيش على الأشجار ولا ينزل إلى الأرض إلا للحصول على الأملاح والنباتات المائية من المستنقعات، وهو ينتقل على قمم الأشجار بقفزات مذهلة للغاية، ويساعده لون معطفه الأسود والأبيض على الاختفاء بين أوراق الأشجار وبإمكانه أيضاً أن يبقى صامتاً لساعات عند شعوره بالخطر وهو عاشب يقتات بالأوراق والثمار.
إن هذا القرد يشكل مجموعة تتألف من سبعة قرود، يقودها الذكر الكبير في المجموعة، ويصل الذكر إلى تمام نضجه الجنسي في السنة الرابعة من عمره، والانثى في السنة السادسة، وليس للتكاثر نمط معين وللأنثى مهد واحد كل سنتين. لهذا الحيوان جسم كبير ومعطفه الأسود له بقعة بيضاء كبيرة تمتدُ من الكتفين إلى الذيل وله أيضاً حلقة بيضاء واسعة في أجزائه الخلفية، والذيل أسودٌ عند قاعدته، أبيضٌ من طرفه.

## أنواع الكولبس
- كولبس أنغولي
- كولبس أبلق
- كولبس الملك
- كولبس شيطاني
- كولبس سميك الصوف